# Kate Spade
Kate Spade o Kate Valentine, pseudonimo di Katherine Noel Brosnahan (Kansas City, 24 dicembre 1962 – New York, 5 giugno 2018), è stata una stilista e imprenditrice statunitense, omonima ed ex co-proprietaria del marchio di moda Kate Spade New York.

## Biografia
Katherine Brosnahan nacque a Kansas City, Missouri, figlia di June (Mullen) e Earl Francis Brosnahan, famiglia di origini prevalentemente irlandesi. Si diplomò alla St. Teresa's Academy, una scuola superiore cattolica per sole ragazze. Frequentò la University of Kansas e poi si trasferì alla Arizona State University, fece parte dell'associazione studentesca (sorority) Kappa Kappa Gamma e si laureò in giornalismo nel 1985.

Nel 1986 lavorò nel reparto accessori di Mademoiselle a Manhattan, dove era citata nell'elenco dei collaboratori della rivista con il suo nome da nubile Katy Brosnahan. Mentre lavorava per Mademoiselle, si trasferì a vivere con Andy Spade, nativo di Scottsdale, Arizona. I due avevano già lavorato fianco a fianco come venditori in un negozio di abbigliamento maschile, Carter's Men Shop a Phoenix. Lasciò Mademoiselle nel 1991, con il titolo di Senior fashion editor / responsabile degli accessori. Mentre lavorava per Mademoiselle, aveva notato che al mercato mancavano borse eleganti e pratiche e decise di crearle lei.

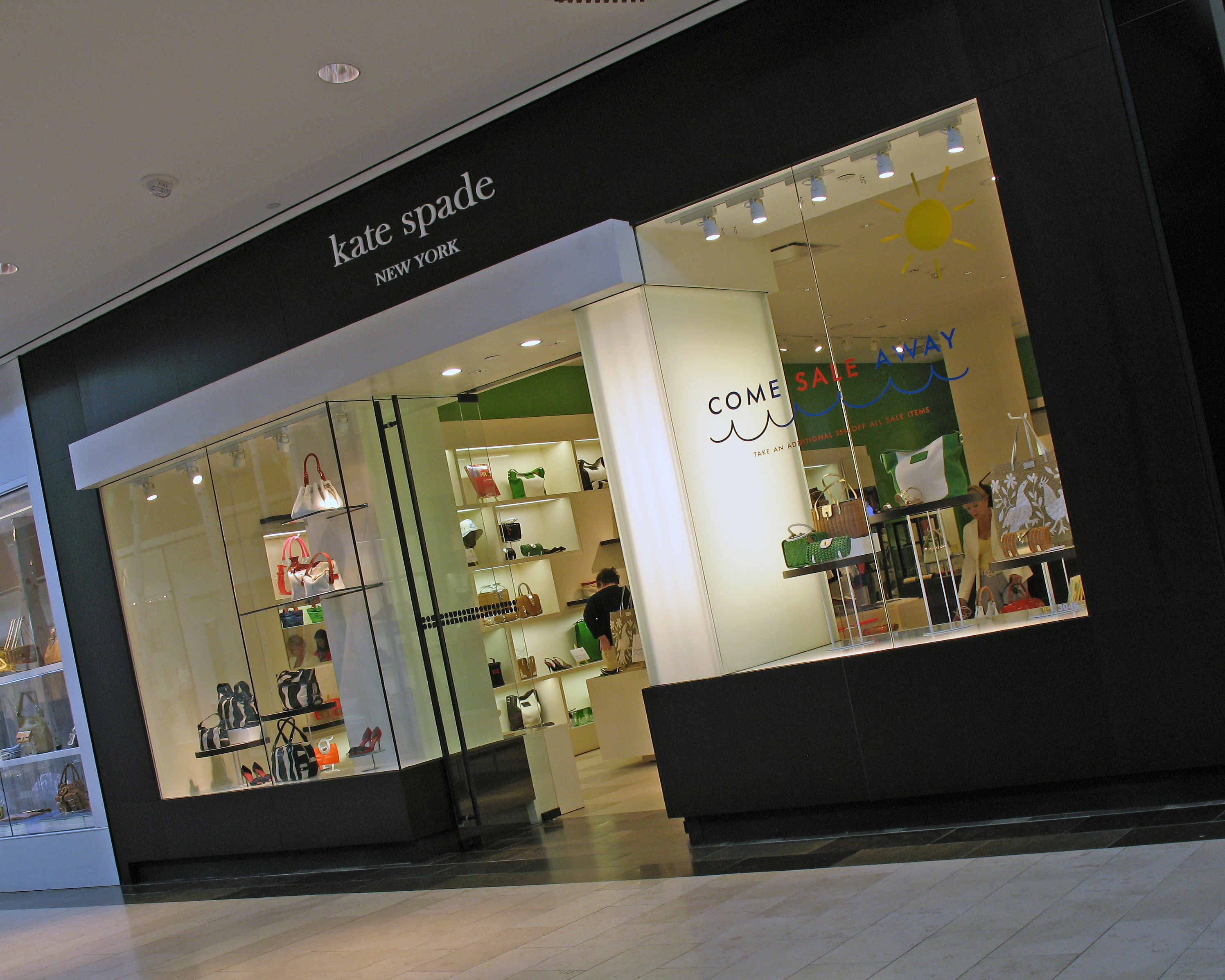
Un negozio Kate Spade a New York

### Kate spade handbags
Kate e Andy Spade lanciarono la società di design di New York "kate spade handbags"  (Nota: il marchio ha le iniziali minuscole) nel gennaio del 1993. All'inizio la società vendeva principalmente borse, ma presto si estese all'abbigliamento, gioielli, scarpe, cancelleria, occhiali, articoli per neonati, profumi, tovaglie, lenzuola e coperte e articoli regalo. Nel 1996 il marchio kate spade aprì la sua prima boutique, un negozio di 37 metri quadri nel quartiere alla moda di SoHo a Manhattan, e trasferì la sua sede principale in uno spazio di oltre 900 metri quadri nella 25th St. W.
Nel 2004 "Kate Spade at home" fu lanciato come marchio per la collezione casa, consistente di lenzuola e coperte, articoli da bagno, porcellane, carta da parati e vari oggetti per la casa. Kate Spade condivise il suo stile personale e le sue filosofie nei suoi tre libri: Manners, Occasions e Style. Il marchio diventò internazionale nel 2004, quando venne aperto un negozio ad Aoyama, Tokyo, Giappone. Neiman Marcus Group acquistò il 56% del marchio kate spade nel 1999 e il restante 44% nel 2006. Neiman Marcus vendette il brand kate spade nel 2006 per 124 milioni di dollari alla Liz Claiborne Inc., che è stata in seguito ribattezzata Fifth & Pacific. Nel febbraio 2014 Fifth & Pacific cambiò nome in Kate Spade & Company. Coach Inc. acquistò la Kate Spade per 2,4 miliardi di dollari a maggio 2017.

### Frances Valentine
Dopo aver venduto la parte rimanente della sua quota di proprietà del marchio kate spade nel 2006, Kate si prese del tempo libero per crescere la figlia avuta da Andy Spade. Nel 2016, lei e i suoi partner lanciarono un nuovo marchio chiamato Frances Valentine, una collezione di calzature e borse di lusso. Il nome per il nuovo marchio derivava da Frances, un nome di famiglia da parte del padre: la figlia di Kate si chiama Frances così come il nonno, il padre e il fratello. Il nome Valentine veniva dal lato materno, essendo il secondo nome del nonno, nato il giorno di San Valentino.
Nel 2016 Kate Spade cambiò nome legalmente aggiungendovi Valentine. Il 5 giugno 2018 Kate Spade venne trovata morta nel suo appartamento di Manhattan, apparentemente suicida per impiccamento secondo le dichiarazioni della polizia.

## Vita personale
Spade sposò Andy Spade, il fratello dell'attore comico David Spade, nel 1994. La coppia aveva avuto una figlia, Frances Beatrix Spade. L'attrice Rachel Brosnahan è la nipote (di zia) di Kate Spade Valentine..

## Premi
- Nel 1996 il Council of Fashion Designers of America (CFDA) assegnò a Kate Spade il premio "America's New Fashion Talent in Accessories" per i suoi disegni classici.
- Nel 1998 il CFDA la premiò di nuovo come "Miglior designer di accessori dell'anno".[24]
- La sua collezione per la casa le fece meritare ben tre premi di design nel 2004, tra cui il "Giants of Design Award for Tastemaker" della rivista House Beautiful, l'"American Food and Entertaining Award" come designer dell'anno dalla rivista Bon Appétit e la "Elle Decor International Design Award for Bedding" dalla rivista Elle Decor.
- Nel 2017 venne inserita nella Enterpreneur Hall of Fame (Hall of Fame degli Imprenditori) della Henry W. Bloch School of Management della University of Missouri, Kansas City.[25]
- Sempre nel 2017 venne elencata tra le imprenditrici più creative dalla rivista Fast Company.[26]